# Discografia de Jefferson Starship
Esta é uma discografia abrangente do Jefferson Starship, uma banda de rock de São Francisco que se desenvolveu a partir do Jefferson Airplane em 1974.

## Álbum

### Álbuns de estúdio
| Dragon Fly                                                                           | - Lançado: outubro de 1974 - Gravadora: Grunt/RCA                                    | 11 | 60 | 18 | —  | —  | —  | - US: Ouro                |
| Red Octopus                                                                          | - Lançado: 13 de junho de 1975 - Gravadora: Grunt/RCA                                | 1  | 69 | 13 | —  | 15 | —  | - US: 2× Platina          |
| Spitfire                                                                             | - Lançado: Junho de 1976 - Gravadora: Grunt/RCA                                      | 3  | 62 | 3  | 17 | 13 | 30 | - CAN: Ouro - US: Platina |
| Earth                                                                                | - Lançado: Março de 1978 - Gravadora: Grunt/RCA                                      | 5  | 61 | 4  | —  | 29 | —  | - US: Platina             |
| Freedom at Point Zero                                                                | - Lançado: Novembro de 1979 - Gravadora: Grunt/RCA                                   | 10 | 75 | 20 | —  | 23 | 22 | - CAN: Platina - US: Ouro |
| Modern Times                                                                         | - Lançado: 2 de abril de 1981 - Gravadora: Grunt/RCA                                 | 26 | 84 | 15 | —  | —  | —  | - US: Ouro                |
| Winds of Change                                                                      | - Lançado: 4 de outubro de 1982 - Gravadora: Grunt/RCA                               | 26 | —  | —  | —  | —  | —  | - US: Ouro                |
| Nuclear Furniture                                                                    | - Lançado: Junho de 1984 - Gravadora: Grunt/RCA                                      | 28 | —  | —  | —  | —  | —  | - US: Ouro                |
| Windows of Heaven                                                                    | - Lançado: 9 de fevereiro de 1999 - Gravadora: CMC International                     | —  | —  | —  | —  | —  | —  | —                         |
| Jefferson's Tree of Liberty                                                          | - Lançado: 2 de setembro de 2008 - Gravadora: Varèse Sarabande/Universal Music Group | —  | —  | —  | —  | —  | —  | —                         |
| Mother of the Sun                                                                    | - Lançado: 22 de agosto de 2020 - Gravadora: Golden Robot                            | —  | —  | —  | —  | —  | —  | —                         |
| "—" indica que o lançamento não foi registrado nas paradas e/ou não foi certificado. |                                                                                      |    |    |    |    |    |    |                           |

### Álbuns ao vivo
| Ano  | Título                                                   |
| ---- | -------------------------------------------------------- |
| 1982 | RCA Special Radio Series Volume 19                       |
| 1995 | Deep Space/Virgin Sky                                    |
| 1999 | Greatest Hits: Live at the Fillmore (compilação/ao vivo) |
| 2001 | Across the Sea of Suns                                   |
| 2013 | Live In Central Park NYC May 12, 1975                    |
| 2014 | Soiled Dove                                              |

Gravações soundboard
CDs gravados diretamente da soundboard durante os shows ao vivo e vendidos aos participantes. Também foram vendidos online por um curto período.
- Live at B. B. King's Blues Club (2000)
- Live at Vinoy Park (2000)
- Post Nine 11 (2001) (6 shows lançados separadamente)
- UK (2002) (6 shows lançados separadamente)
- Live (2003) (3 shows lançados separadamente)
- Galactic Reunion Concert (2005)

### Álbuns de compilação
| 1979                                                                                 | Gold                                                             | 53 | 20 | - US: Ouro |
| 1991                                                                                 | Greatest Hits (Ten Years and Change 1979-1991)                   | —  | —  | - US: Ouro |
| 1993                                                                                 | Jefferson Starship at Their Best                                 | —  | —  | —          |
| 1998                                                                                 | Jefferson Airplane – Jefferson Starship – Starship: Hits         | —  | —  | —          |
| 2008                                                                                 | Playlist: The Very Best of Jefferson Starship                    | —  | —  | —          |
| 2019                                                                                 | Starship Enterprise: The Best of Jefferson Starship and Starship | —  | —  | —          |
| "—" indica que o lançamento não foi registrado nas paradas e/ou não foi certificado. |                                                                  |    |    |            |

## Singles
| Ano                                                                                           | Canção                      | Posições no gráfico | Posições no gráfico | Posições no gráfico | Posições no gráfico | Posições no gráfico | Posições no gráfico | Álbum                 |
| Ano                                                                                           | Canção                      | CAN                 | NZ                  | UK                  | US                  | US Rock             | US AC               | Álbum                 |
| --------------------------------------------------------------------------------------------- | --------------------------- | ------------------- | ------------------- | ------------------- | ------------------- | ------------------- | ------------------- | --------------------- |
| 1974                                                                                          | "Ride the Tiger"            | —                   | —                   | —                   | 84                  | —                   | —                   | Dragon Fly            |
| 1975                                                                                          | "Miracles"                  | 22                  | 40                  | —                   | 3                   | —                   | 17                  | Red Octopus           |
| 1976                                                                                          | "Play on Love"              | 46                  | —                   | —                   | 49                  | —                   | —                   | Red Octopus           |
| 1976                                                                                          | "With Your Love"            | 10                  | —                   | —                   | 12                  | —                   | 6                   | Spitfire              |
| 1976                                                                                          | "St. Charles"               | —                   | —                   | —                   | 64                  | —                   | —                   | Spitfire              |
| 1978                                                                                          | "Count On Me"               | 9                   | 24                  | —                   | 8                   | —                   | 15                  | Earth                 |
| 1978                                                                                          | "Runaway"                   | 9                   | —                   | —                   | 12                  | —                   | 37                  | Earth                 |
| 1978                                                                                          | "Crazy Feelin'"             | 71                  | —                   | —                   | 54                  | —                   | —                   | Earth                 |
| 1978                                                                                          | "Light the Sky on Fire"     | 73                  | —                   | —                   | 66                  | —                   | —                   | Gold                  |
| 1979                                                                                          | "Jane"                      | 13                  | 18                  | 21                  | 14                  | —                   | —                   | Freedom at Point Zero |
| 1980                                                                                          | "Girl with the Hungry Eyes" | —                   | —                   | —                   | 55                  | —                   | —                   | Freedom at Point Zero |
| 1981                                                                                          | "Find Your Way Back"        | 29                  | —                   | —                   | 29                  | 3                   | —                   | Modern Times          |
| 1981                                                                                          | "Stranger"                  | —                   | —                   | —                   | 48                  | 17                  | —                   | Modern Times          |
| 1981                                                                                          | "Save Your Love"            | —                   | —                   | —                   | 104                 | 49                  | —                   | Modern Times          |
| 1981                                                                                          | "Stairway to Cleveland"     | —                   | —                   | —                   | —                   | —                   | —                   | Modern Times          |
| 1982                                                                                          | "Be My Lady"                | —                   | —                   | —                   | 28                  | 33                  | —                   | Winds of Change       |
| 1982                                                                                          | "Can't Find Love"           | —                   | —                   | —                   | —                   | 16                  | —                   | Winds of Change       |
| 1983                                                                                          | "Winds of Change"           | —                   | —                   | —                   | 38                  | 18                  | —                   | Winds of Change       |
| 1984                                                                                          | "No Way Out"                | 59                  | —                   | —                   | 23                  | 1                   | —                   | Nuclear Furniture     |
| 1984                                                                                          | "Layin' It on the Line"     | —                   | —                   | —                   | 66                  | 6                   | —                   | Nuclear Furniture     |
| 1984                                                                                          | "Sorry Me, Sorry You"       | —                   | —                   | —                   | —                   | 50                  | —                   | Nuclear Furniture     |
| 2020                                                                                          | "It's About Time"           | —                   | —                   | —                   | —                   | —                   | —                   | Mother of the Sun     |
| "—" indica lançamentos que não entraram nas paradas ou não foram lançados naquele território. |                             |                     |                     |                     |                     |                     |                     |                       |

## Outras aparições
| Ano  | Trabalho                             | Single                         | Comentários                |
| ---- | ------------------------------------ | ------------------------------ | -------------------------- |
| 1977 | Flight Log                           | "Please Come Back"             | gravação ao vivo           |
| 1978 | Star Wars Holiday Special            | "Light the Sky on Fire"        | também lançado como single |
| 1987 | Single "Nothing's Gonna Stop Us Now" | "Layin' It on the Line" (live) | Lado B da música Starship  |

## Colaborações
| Ano  | Trabalho                             | Artista                                    | Colaboradores                            |
| ---- | ------------------------------------ | ------------------------------------------ | ---------------------------------------- |
| 1970 | Blows Against the Empire             | Paul Kantner & Jefferson Starship          | David Freiberg, Grace Slick              |
| 1971 | If I Could Only Remember My Name     | David Crosby                               | Freiberg, Kantner, Slick                 |
| 1971 | Sunfighter                           | Paul Kantner & Grace Slick                 | Craig Chaquico, Papa John Creach         |
| 1971 | Papa John Creach                     | Papa John Creach                           | Kantner, Pete Sears, Slick               |
| 1972 | Rolling Thunder                      | Mickey Hart                                | Freiberg, Kantner, Slick                 |
| 1973 | Baron von Tollbooth & the Chrome Nun | Paul Kantner, Grace Slick & David Freiberg | John Barbata, Chaquico, Creach, Freiberg |
| 1973 | Child of Nature                      | Jack Traylor & Steelwind                   | Chaquico, Freiberg                       |
| 1974 | Manhole                              | Grace Slick                                | Barbata, Chaquico, Freiberg, Sears       |
| 1974 | Let It Flow                          | Elvin Bishop                               | Donny Baldwin, Mickey Thomas             |
| 1975 | Juke Joint Jump                      | Elvin Bishop                               | Donny Baldwin, Mickey Thomas             |
| 1975 | Solid Silver                         | Quicksilver Messenger Service              | Freiberg, Sears                          |
| 1975 | Struttin' My Stuff                   | Elvin Bishop                               | Baldwin, Thomas                          |
| 1976 | Hometown Boy Makes Good!             | Elvin Bishop                               | Baldwin, Thomas                          |
| 1977 | Raisin' Hell                         | Elvin Bishop                               | Baldwin, Thomas                          |
| 1981 | Alive Alone                          | Mickey Thomas                              | Chaquico, Baldwin                        |
| 1983 | Planet Earth Rock and Roll Orchestra | Paul Kantner                               | Chaquico, Sears, Slick, Thomas           |
| 1984 | Software                             | Grace Slick                                | Kantner, Thomas                          |

## Vídeos

### Vídeos musicais
| Ano  | Vídeo                   | Diretor         |
| ---- | ----------------------- | --------------- |
| 1981 | "Find Your Way Back"    | C.D. Taylor     |
| 1981 | "Stranger"              | C.D. Taylor     |
| 1982 | "Be My Lady"            | Jerry Kramer    |
| 1983 | "Can't Find Love"       | Stanley Dorfman |
| 1983 | "Out of Control"        | Jerry Kramer    |
| 1983 | "Winds of Change"       | Jerry Kramer    |
| 1984 | "No Way Out"            |                 |
| 1984 | "Layin' It on the Line" | Irv Goodnoff    |